# Yoldiella semistriata
Yoldiella semistriata is een tweekleppigensoort uit de familie van de Yoldiidae. De wetenschappelijke naam van de soort is voor het eerst geldig gepubliceerd in 1879 door Jeffreys.